# Sidonie Nádherná
Sidonie Amalie, svobodná paní Nádherná z Borutína (1. prosince 1885 Vrchotovy Janovice – 30. září 1950 Harefield, Hillingdon, Anglie, pokřtěná Sidonia Amalia Wilhelmina Carolina Julia Maria) byla šlechtična českého původu z rodu Nádherných z Borutína, mecenáška a organizátorka kulturního života, poslední šlechtická majitelka zámku Vrchotovy Janovice.
Měla široké kulturní vzdělání a mezi její přátele patřily přední osobnosti tehdejšího kulturního a politického života, jako byli  architekt Adolf Loos, malíř Max Švabinský, chorvatská hudební skladatelka Dora Pejačević, kníže Max Lobkowicz a mnoho dalších. Jejími nejbližšími dlouholetými přáteli byli básník Rainer Maria Rilke (narozený v Praze) a rakouský spisovatel a novinář židovského původu Karl Kraus, jimž oběma byla múzou.
Již pozemkovou reformou první Československé republiky byly základy hospodaření Sidonie Nádherné otřeseny. V roce 1944 jí byl zámek Vrchotovy Janovice s přilehlým parkem zabrán německými SS. Po tzv. únorovém vítězství 1948 byla definitivně vyvlastněna komunistickým režimem. V roce 1949 ilegálně odešla do exilu v Anglii, kde následujícího roku zemřela. V roce 1999 byly její ostatky převezeny z Anglie na rodinný hřbitov v janovickém zámeckém parku.

## Život

### Rodina

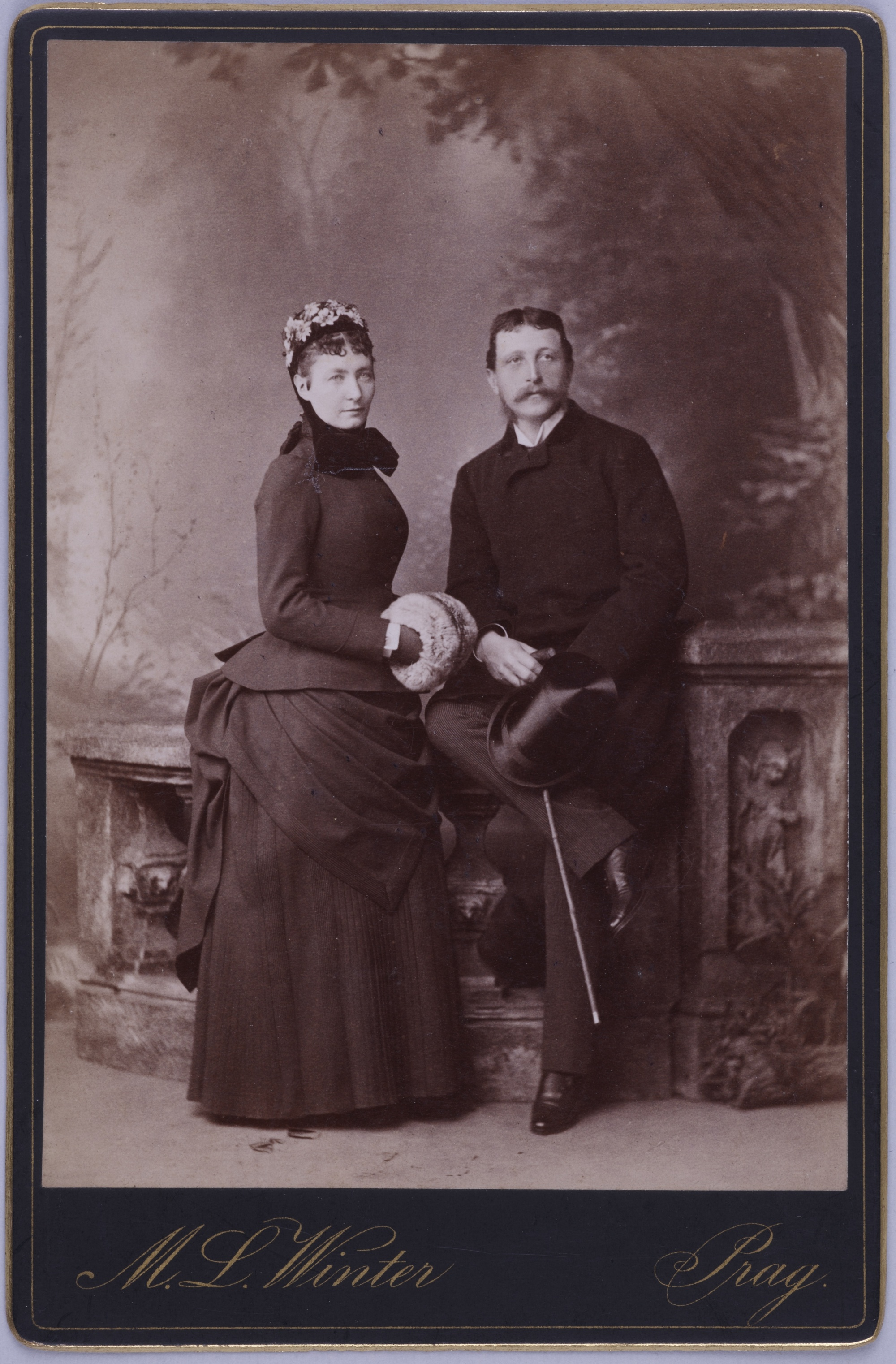
Amélie roz. Kleinová a Karel Nádherný v roce 1885

Její otec, baron Karel Nádherný z Borutína (rodným jménem: Karel Boromejský Jan Ludvík Nádherný z Borutína, německy Carl Ludwig Nadherny, 1849–1895), pocházel z rodiny Nádherných z Borutína, jejichž předkové byli mlynáři v Narysově na Příbramsku. Jeho praděd Jan Nepomuk Nádherný (1772–1860) se stal pražským měšťanem, podnikal v hutnictví a vydělané peníze investoval do zemědělství. V roce 1838 byl za své zásluhy povýšen do šlechtického stavu. Mezi příbuzné Karla Ludvíka Nádherného patřil i Ignác Nádherný (1789–1867), vynikající lékař, vysokoškolský profesor a v roce 1823 rektor Karlo-Ferdinandovy university. Karel Ludvík Nádherný byl nejmladším z pěti synů Ludvíka Karla Nádherného (1800–1867). Protože na něj nezbylo žádné rodinné panství, byl bratry vyplacen částkou 210 000 zlatých. Za tyto peníze zakoupil v roce 1879 od Františky Puchnerové-Wedemaierové panství Vrchotovy Janovice. Rekonstrukci zámku v novogotickém slohu zadal architektovi Josefu Mockerovi. Z projektu byla ale realizována pouze menší část.
Matka, Amelie Kleinová, svobodná paní z Wiesenbergu, (1854–1910) pocházela z rodiny stavebních a průmyslových podnikatelů Kleinů (byla dcerou Alberta Kleina von Wiesenberg), kteří byli za své zásluhy při budování železniční sítě v Rakousko-Uhersku povýšeni do šlechtického stavu.
Sidonie se narodila spolu se svým dvojčetem, bratrem Karlem Nádherným (Karel Maria Ludvík Hubert Adalbert) dne 1. prosince 1885. Sourozenci měli staršího bratra Jana (Jan Karel Ludvík Sidonius Adalbert Julius Otmar Maria, 1884–1913).

### Dětství

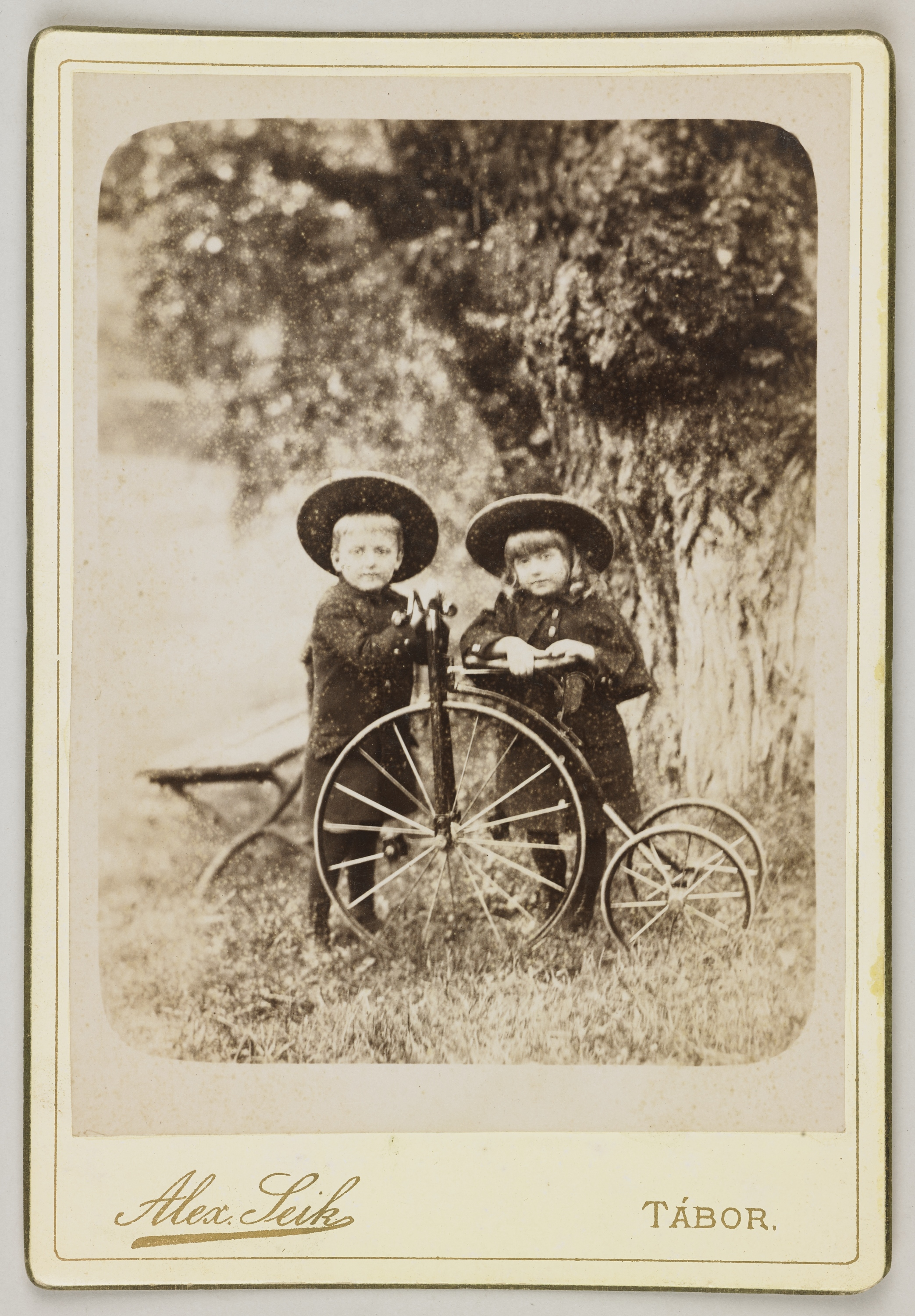
Sidonie a Karel Nádherní z Borutína 1890 (SOA Praha)

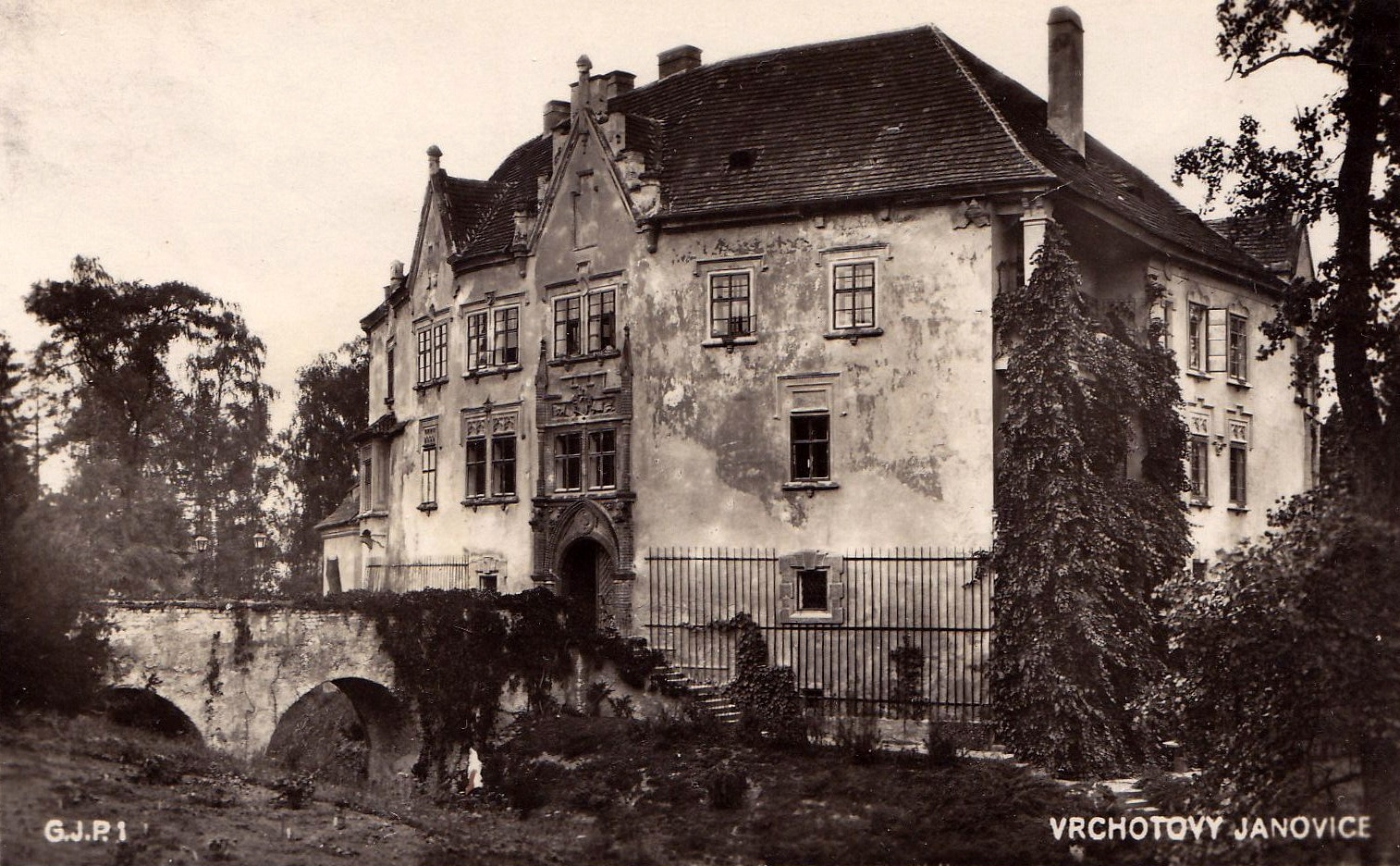
Zámek Vrchotovy Janovice, asi 1933

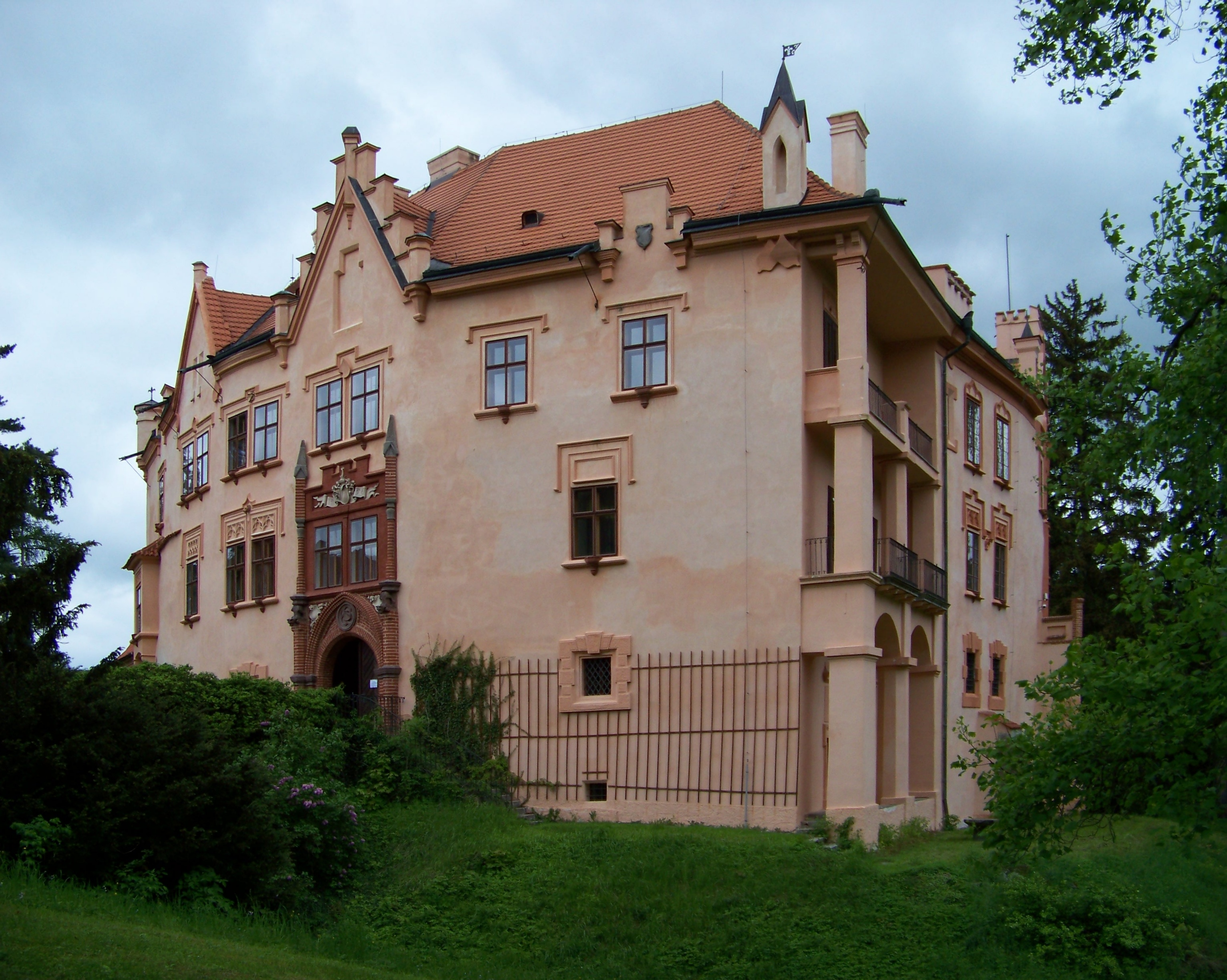
Zámek Vrchotovy Janovice v roce 2013

Sourozenci Charlie, Sidie a Jan prožili šťastné dětství na panství Vrchotovy Janovice. Otec je učil jízdě na koni, cyklistice, plavání a bruslení. Matka se snažila děti přivést k literatuře, kreslení a hudbě. K výchově dětí byla přijata irská vychovatelka Mary Cooney, kterou děti oslovovaly May-May. Ve službách rodiny Nádherných zůstala až do své smrti 12. ledna 1942 (dožila se 86 let). Sourozenci mezi sebou mluvili anglicky, s rodiči německy a se služebnictvem „kuchyňskou“ češtinou. Toto idylické dětství skončilo náhle smrtí otce, který zemřel na zápal plic dne 21. března 1895.
Jejich poručníkem byl ustanoven bratr Amelie Nádherné, Vilém Klein z Wiesenbergu. Matka s dětmi strávila léto 1896 v Meranu. Zde se děti spřátelily s Dorou a Markem Pejačevićovými. Matka pronajala v roce 1897 janovický velkostatek Emanuelu Peškovi a věnovala se pouze dětem. Téhož roku nastoupili bratři Jan a Karel ke studiu na Strakově akademii. Byla to pro ně nepříjemná změna proti předešlým bezstarostným létům. Především Jan změnu nesl těžce a neustále žádal matku, aby je z Akademie odvolala. Oporou jim zde byl biskup Antonín Podlaha.
V roce 1898 byla Amélie Nádherná po audienci u císaře Františkem Josefem I. povýšena za svoji osobu do stavu svobodné paní. Toto povýšení se týkalo i jejích dětí.

### Mládí

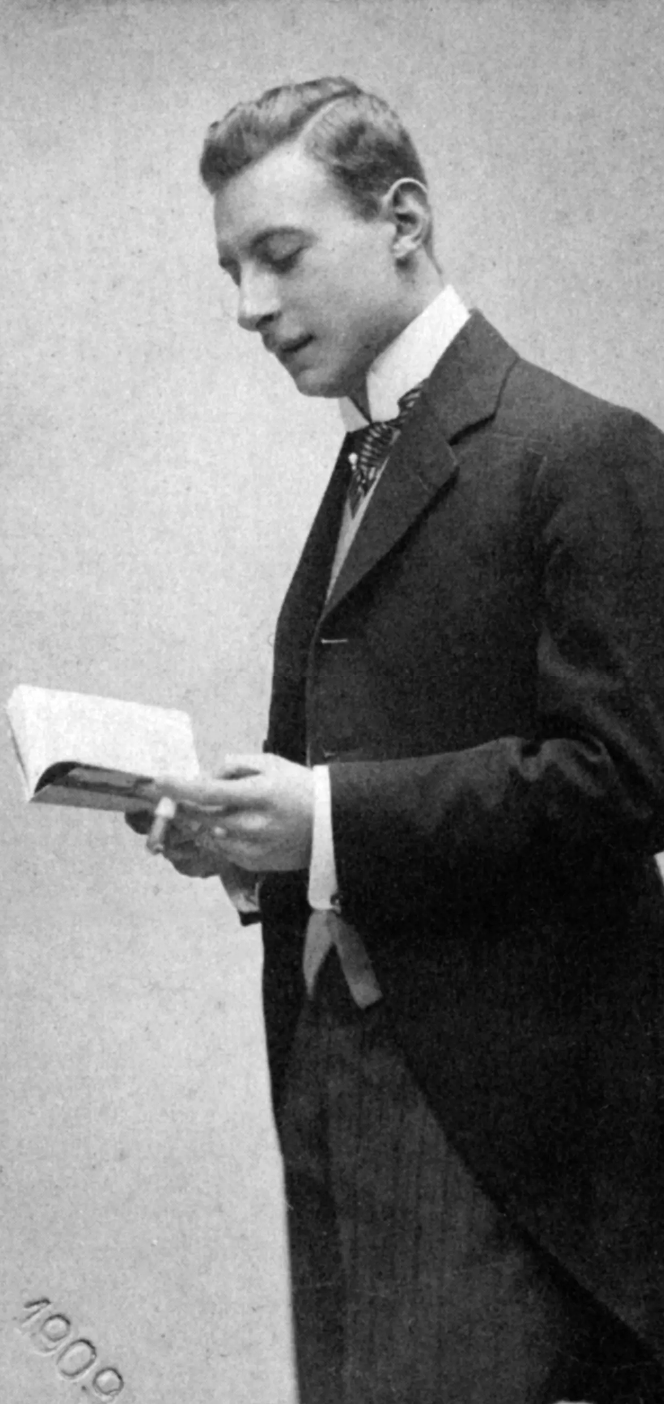
Sidoniin bratr Jan v roce 1909

Liberální požadavky sourozenců opakovaně vedly k názorovým konfliktům s matkou i s poručníkem, strýcem Vilémem. V roce 1903 složil Jan Nádherný maturitu a zapsal se ke studiu filosofie a dějin umění na pražské německé univerzitě (Karlo-Ferdinandova universita). To poručník zcela odmítal a chtěl se vzdát svého poručnictví. Na filosofické fakultě se Jan stal členem kroužku příznivců filosofie Franze Brentana. Zde nebo také v pražské kavárně Louvre na Národní třídě se s největší pravděpodobností setkával s dalšími podobně orientovanými studenty a německy píšícími pražskými literáty, jakými byli Franz Kafka, Max Brod, Hugo Bergmann či Oskar Pollak. Později studoval Jan z Borutína na univerzitách v Heidelbergu a v Mnichově. Bratr Karel složil maturitu v roce 1904 a začal studovat práva ve Štýrském Hradci.
Sidonie jako šlechtická dcera studovat nemohla resp. neměla. O její vzdělání pečovala domácí učitelka slečna Josa Jirušová. Kreslení ji učila Lotte Sykorová. Skutečný kontakt se vzděláním jí ale zprostředkovával bratr Jan, který jí vozil knihy a diskutoval s ní o literatuře, filosofii a umění. Sourozence tyto zájmy velmi sblížily. Matka a strýc byli naopak jejich zájmem o moderní literaturu a myšlení znepokojeni. Nepochopení mezi matkou a jejími mladšími dětmi se léty prohlubovalo.
V zimě roku 1904 absolvovala Sidonie své uvedení do společnosti na plesech v Praze a ve Vídni. Toto prostředí ji ale nezaujalo a podobných akcí se pak již nezúčastňovala. Tím získala pověst „příliš emancipované“ a „excentrické“ mladé dámy.
Na jaře 1906 odjela Sidonie s matkou na několikatýdenní návštěvu Paříže. Dorazily tam 20. března 1906 a asi o týden později (26. března) navštívily Augusta Rodina v jeho ateliéru v Meudonu. Zde se setkaly se samotným Rodinem. Z Paříže dámy odcestovaly 5. května a přes Basilej, Kostnici, Innsbruck, Salcburk a Linec se vrátily do Vídně. V roce 1907 podnikly matka a dcera podobnou cestu do Berlína, Nizozemska a Belgie.
Téhož roku 1907 požádala Sidonie matku a strýce, aby ji prohlásili za plnoletou o dva roky dříve, než stanovil zákon. Tato její žádost byla oběma odmítnuta a opět zostřila napětí mezi dětmi, matkou a poručníkem. Nakonec po mnohých sporech získala Sidonie roční apanáž a jistou dávku svobody.

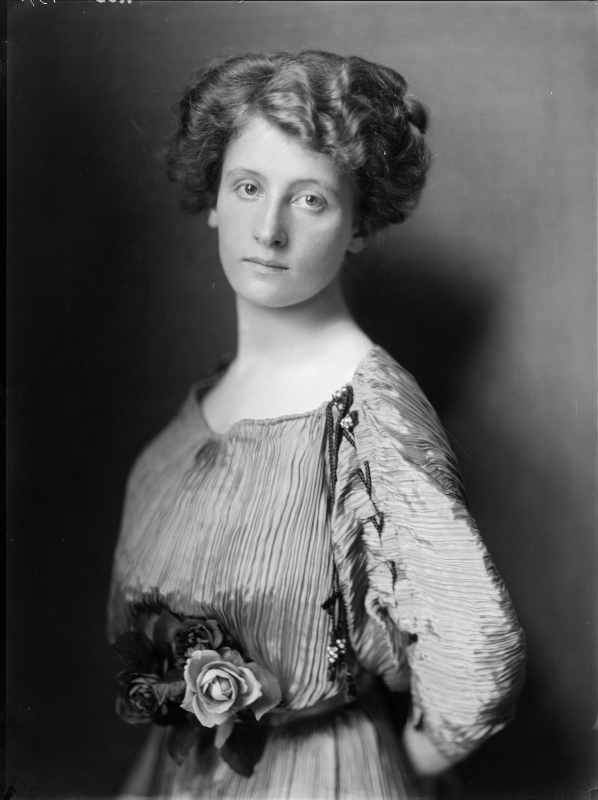
Sidonie Nádherná, fotografie z roku 1910

Matčino zdraví se zhoršovalo. Sidonie doprovodila matku do vídeňského sanatoria Löw, kde Amalie Nádherná dne 20. července 1910 zemřela. Ještě před její smrtí odkoupil v únoru 1910 syn Jan Nádherný od matky janovické panství a dále přikoupil dvory Křešice a Voračice.
V červenci, těsně před matčinou smrtí, ukončil bratr Karel své studium práv a byl promován. Zahájil službu u pražského zemského soudu, ale brzy požádal o uvolnění a pomáhal bratrovi ve správě statků. Návrhy na přestavbu vyhořelého dvora Křešice a na drobné stavby v Janovicích vypracoval pražský německý architekt Josef Zasche. S výzdobou zámku radili malíři Viktor Stretti a Max Švabinský.

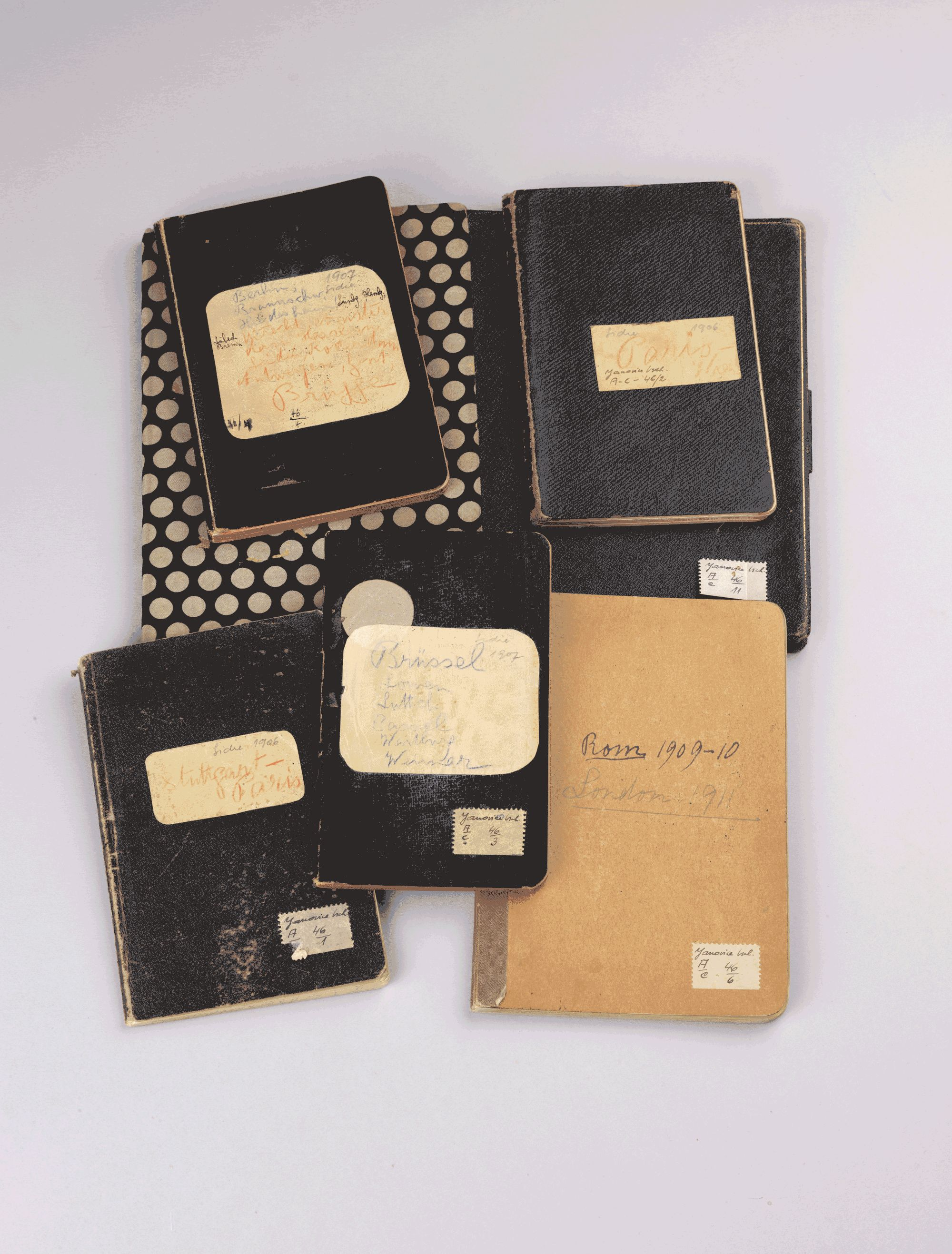
Deníky z cest do Paříže, Londýna, Říma a dalších míst, které si vedla Sidonie Nádherná. (SOA Praha)

Celoživotní zálibou a vášní Sidonie Nádherné bylo cestování. Po dvou velkých cestách, které podnikla s matkou, navštívila:
- 1908 – Itálie (Janov, Pisa, Neapol, Sorrento, Capri), Korsika
- 1909 – Itálie (Florencie, Arezzo, San Gimignano, Siena, Assisi, Perugia, Urbino, Rimini, Ravenna, později Řím), Německo (s bratrem Janem Mnichov, Berlín)
- 1911 – Řím, Anglie, Mnichov
- 1912 – Benátky, Mnichov
- 1913 – Itálie, Tunis, Paříž
- 1914 – Budapešť, Itálie (Dolomity, Florencie, Řím), Chorvatsko (Našice)
- 1914–1918 – v průběhu první světové války byla jediná země, kam mohla svobodně cestovat, Švýcarsko. Měla ve Svatém Mořici pronajatu chatu Villa Manin Sur, kam jezdila s Karlem Krausem a s May-May až do roku 1920.
- 1921 – Našice, Dalmácie, Benátky, Florencie, Řím
- 1922 – Německo (Bayreuth, Bamberk, Würzburg, Norimberk), Pobaltí (s Karlem Krausem)
- 1923 – Egypt, Palestina, Řecko
- 1924 – Egypt, Istanbul
- 1930 – Irsko, Německo

### Rainer Maria Rilke
| „                    | Vy jste měla onu spásnou víru toho, kdo ví: a proto jste byla mou nejmilejší posluchačkou, mou nejbystřejší, tou, kterou nikdo neviděl a kterou jsem přece přede všemi jinými cítil, že tam je a naslouchá. | “ |
| — Rainer Maria Rilke | |   |

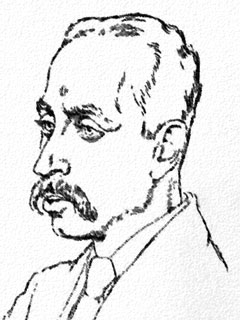
Rilke na kresbě Emila Orlika (1917)

Se slavným básníkem Rainerem Maria Rilkem se Sidonie poprvé setkala 26. března 1906 v ateliéru sochaře Augusta Rodina v Meudonu, kde ji a matku doprovázel. Rilke byl totiž autorem monografie o Rodinovi z roku 1903 a v letech 1905–1906 pracoval jako jeho sekretář. První dopis Rilkemu napsala Sidonie ještě během cesty z Paříže a první Rilkeho odpověď ji čekala v Janovicích po jejím návratu. Tím začala vzájemná korespondence, která trvala až do Rilkeho smrti v roce 1926.
Dne 2. listopadu 1907 navštívil Rilke krátce zámek Vrchotovy Janovice. Stalo se tak v rámci jeho návštěvy v Praze, kde měl přednášku v klubu německých spisovatelů Concordia.
Druhá Rilkova návštěva na Janovickém zámku proběhla od 23. srpna do 12. září 1910. Během této návštěvy konali sourozenci Nádherní s Rilkem procházky po blízkém okolí, lovecké výpravy a výlety. Během večerů Rilke předčítal ze svých prací (Zápisky Malta Lauridise Brigga, Kniha hodinek) a přednášel také verše svých oblíbenců (Heinrich von Kleist, Friedrich Hölderlin, Gottfried Keller, Jens Peter Jacobsen, Hugo von Hofmannsthal, Adalbert Stifter). Sidonie pak hrála na klavír Chopinovy a Bachovy skladby.
Potřetí zde byl 12.–15. srpna 1911, ale tou dobou pobývala Sidonie v Anglii, takže se spolu nesetkali. V říjnu následující roku (1912) se ale v Mnichově setkala nejen s Rilkem, ale i s jeho ženou, sochařkou Clarou Rilke-Westhoff, a s jejich dcerou Ruth. Clara Rilke tehdy z bílého kararského mramoru vytvořila nekonvenční portrét Sidonie s obnaženým poprsím (je vystaven v zámecké expozici ve Vrchotových Janovicích).

### Max Švabinský

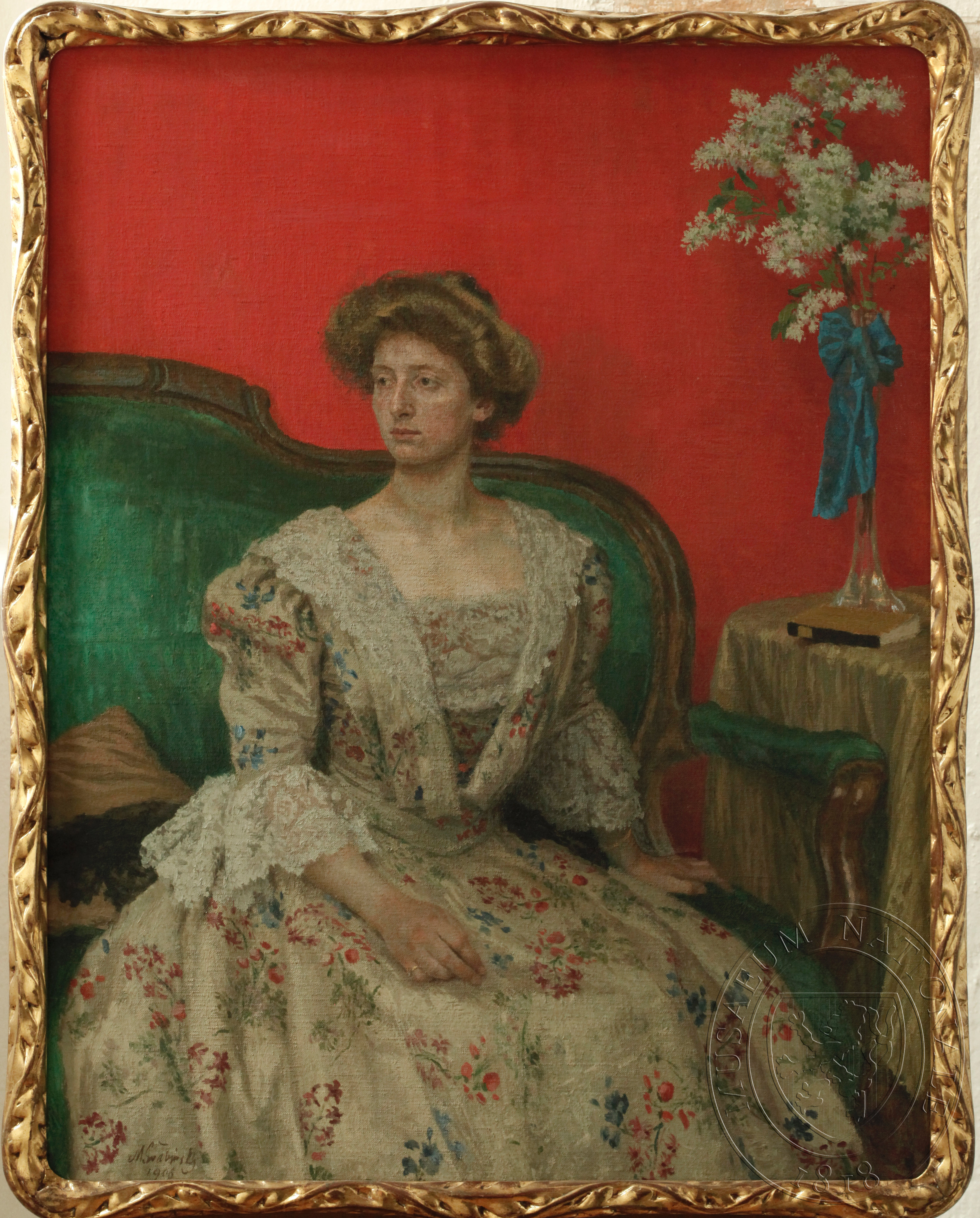
Max Švabinský: Sidonie Nádherná z Borutína (1908)

Jan Nádherný požádal již v roce 1904 Maxe Švabinského, aby jeho sestru portrétoval. Švabinský ale považoval tuto zakázku za jednu z nudných komerčních objednávek a dva roky ji oddaloval. Po osobním setkání se Sidonií ale změnil názor a 16. prosince 1907 začal pracovat na objednaném portrétu, obraz byl dokončen koncem roku 1909. Během práce v ateliéru se sblížili a dne 25. října 1910 Švabinský Sidonii vyznal lásku. Jeho první manželství bylo tehdy v krizi a on hledal novou múzu. Sidonie se snažila uniknout tomuto vztahu cestováním (Německo, Itálie, Anglie) a milostnou avantýrou s mladičkým J. R. (Sidonie nikdy neuvedla jeho jméno). Nicméně z různých souvislostí a narážek badatelé usuzují, že šlo o hraběte Josefa Kalixta Stanislava Rzyszczewo-Rzyszczewského, důstojníka rakouského těžkého dělostřelectva, který zahynul v závěru první světové války. Se Švabinským se znovu setkala v únoru 1912 a jejich utajovaný vztah pokračoval. Byl maskován tvorbou barevné litografie k Sidoniným jmeninám. Po jejím dokončení v červnu 1912 obrátil ale Švabinský pozornost k další své múze, Anně Vejrychové, a pozvánky k návštěvě Janovic opakovaně odmítal.
Podle jiných autorů je milenecký vztah Sidonie Nádherné a Maxe Švabinského hypotézou, kterou nelze vyloučit, ale ani nijak doložit.

### Smrt bratra
U Jana Nádherného se patrně roku 1908 začala projevovat nákaza pohlavními chorobami (syfilis a patrně i kapavka). Přes různé léčení se jeho stav zhoršoval a nakonec spáchal 28. května 1913 v Mnichově sebevraždu. Ztráta milovaného bratra Sidonii velmi silně zasáhla. Nikdy se s ní nesmířila, ač se její milenec Karl Kraus usilovně snažil jí bratra intelektuálně nahradit.

### Karl Kraus
| „            | Když sluch mi přeješ, hned naleznu své slovo. | “ |
| — Karl Kraus |                                               |   |

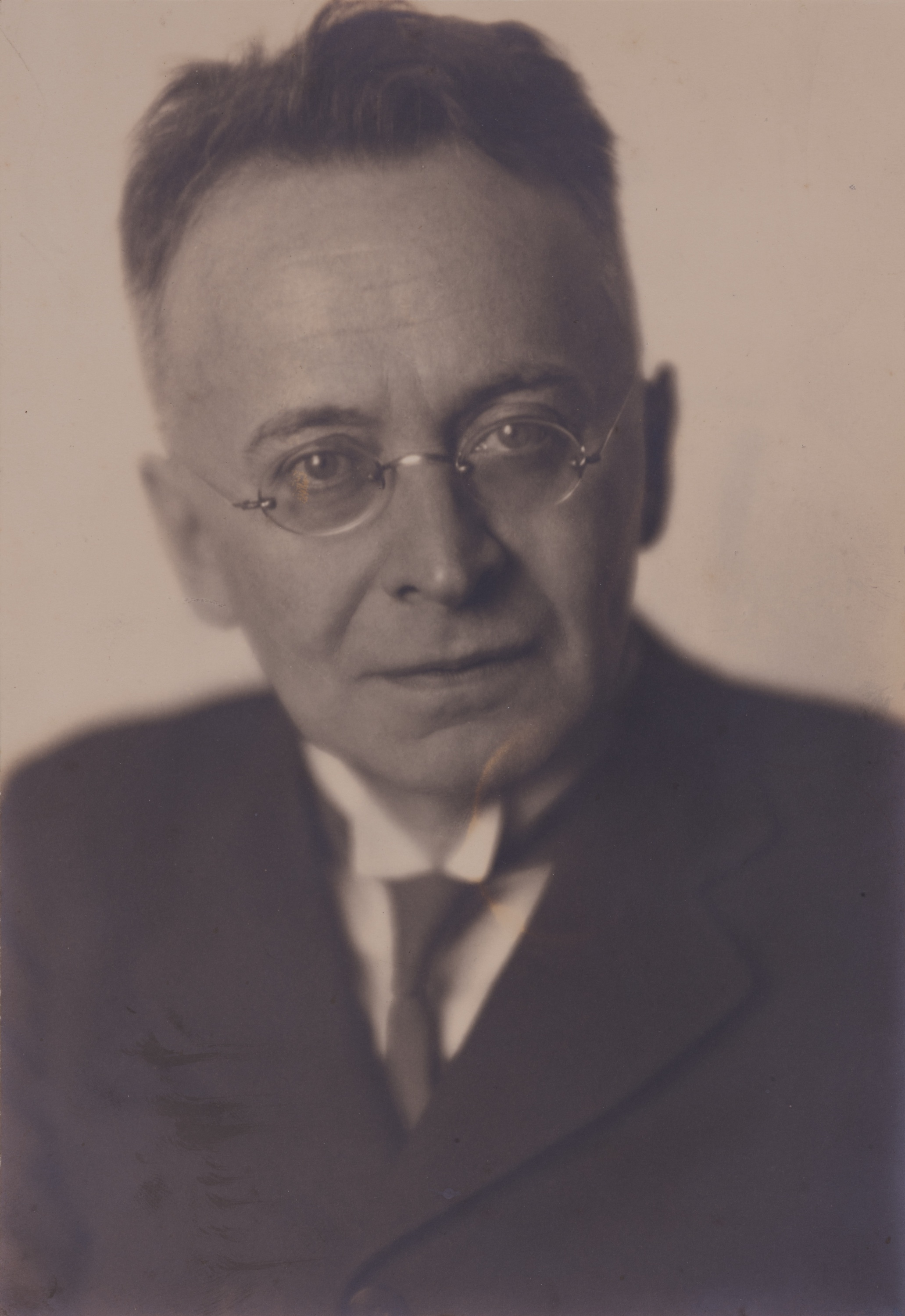
Karl Kraus – fotografie, kterou věnoval 30. června 1930 Sidonii Nádherné.

Během návštěvy Vídně představil hrabě Max Thun Sidonii dne 8. září 1913, tedy ještě v roce smrti jejího bratra Jana, v kavárně Imperial významného literárního kritika a básníka Karla Krause. Nádherná a Kraus se ihned sblížili a strávili několik dnů společně. Spolu také navštívili Krausova přítele, architekta Adolfa Loose.
Dne 5. října 1913 se Sidonie Nádherná spolu s Rilkem zúčastnila legendární premiéry mystéria Paula Claudela Zvěstování Panně Marii v Hellerau u Drážďan. Zde došlo ke konfliktu mezi Franzem Werfelem, který se chtěl seznámit s Rilkem, a Sidonií Nádhernou, které nebyl Werfel sympatický, a jednala s ním příkře. Werfel na to reagoval tím, že o Sidonii šířil posměšné pomluvy (že není ve skutečnosti baronkou, ale že jezdila po světě s cirkusem). Na to zareagoval Karl Kraus, který od té doby na stránkách časopisu Pochodeň (Die Fackel) Werfela ostře a nesmiřitelně kritizoval. Werfel se omluvil, ale na vzájemných antipatiích to už nic nezměnilo.
Poprvé Kraus navštívil zámek ve Vrchotových Janovicích 27. listopadu 1913. Spolu s Adolfem Loosem zde strávil i následující Vánoce. Sidonie Nádherná začala dokonce přemýšlet o sňatku, od čehož se ji snažil odradit Rilke.
Na jaře 1914 Kraus koupil osobní automobil a Sidonie se nadchla pro řízení. Brzy byla jednou z prvních držitelek řidičského oprávnění v Rakousku-Uhersku.
Během návštěvy v Itálii se Sidonii Nádherné začal znovu dvořit Carlo Guicciardini, člen italské šlechtické rodiny, který se o ni zajímal již v roce 1910. Sidonie se nakonec rozhodla pro sňatek s ním, čímž chtěla vyřešit dva problémy: neustálé naléhání bratra na to, aby se stavovsky odpovídajícím způsobem provdala, a rozpory ve vztahu s Krausem. Sňatek se měl uskutečnit v Římě 6. května 1915. Na poslední chvíli však přijel do Říma Karl Kraus a snažil se jej zmařit, což se mu nakonec povedlo a spolu se Sidonií odjel zpět do Janovic. Oficiálně byl sňatek zrušen proto, že Itálie a Rakousko-Uhersko vstoupily do válečného stavu a ženich byl povolán do armády.
Kraus začal v Janovicích psát svůj román Poslední dnové lidstva (Die letzten Tage der Menschheit). V psaní pokračoval i během společných prázdninových pobytů se Sidonií ve švýcarském Svatém Mořici. V roce 1917 se jejich vztah opět dostal do krize a v roce 1919 se rozešli.
Po krátkém nezdařeném manželství v roce 1920 obnovila Sidonie o Vánocích 1920 vztah s Karlem Krausem. I tato etapa vztahu ale skončila nezdarem, a to v lednu 1924. Třetí etapa jejich vztahu začala na jaře 1927 a trvala až do Krausovy smrti 12. června 1936.
Karl Kraus se pod vlivem vztahu se Sidonií vrátil k lyrice. Sidonii a janovickému zámeckému parku věnoval přes padesát básní, které postupně vycházely v časopisu Die Fackel (Pochodeň) a ve sbírkách Slova ve verších (Worte in Versen) vydávané v celkem osmi svazcích mezi roky 1916 a 1930. Tyto básně rovněž recitoval v rámci svých veřejných vystoupení. Sidonie po Krausově smrti sepsala v roce 1936 text nazvaný Vysvětlení básní (50) Karla Krause, pokud byly věnovány mně, tzn. nám a naší lásce a našemu přátelství, které trvalo až do jeho smrti 2. června 1936, text, který bývá nazýván stručněji Modrý sešit. V něm popsala okolnosti vzniku jednotlivých děl.

### Manželství

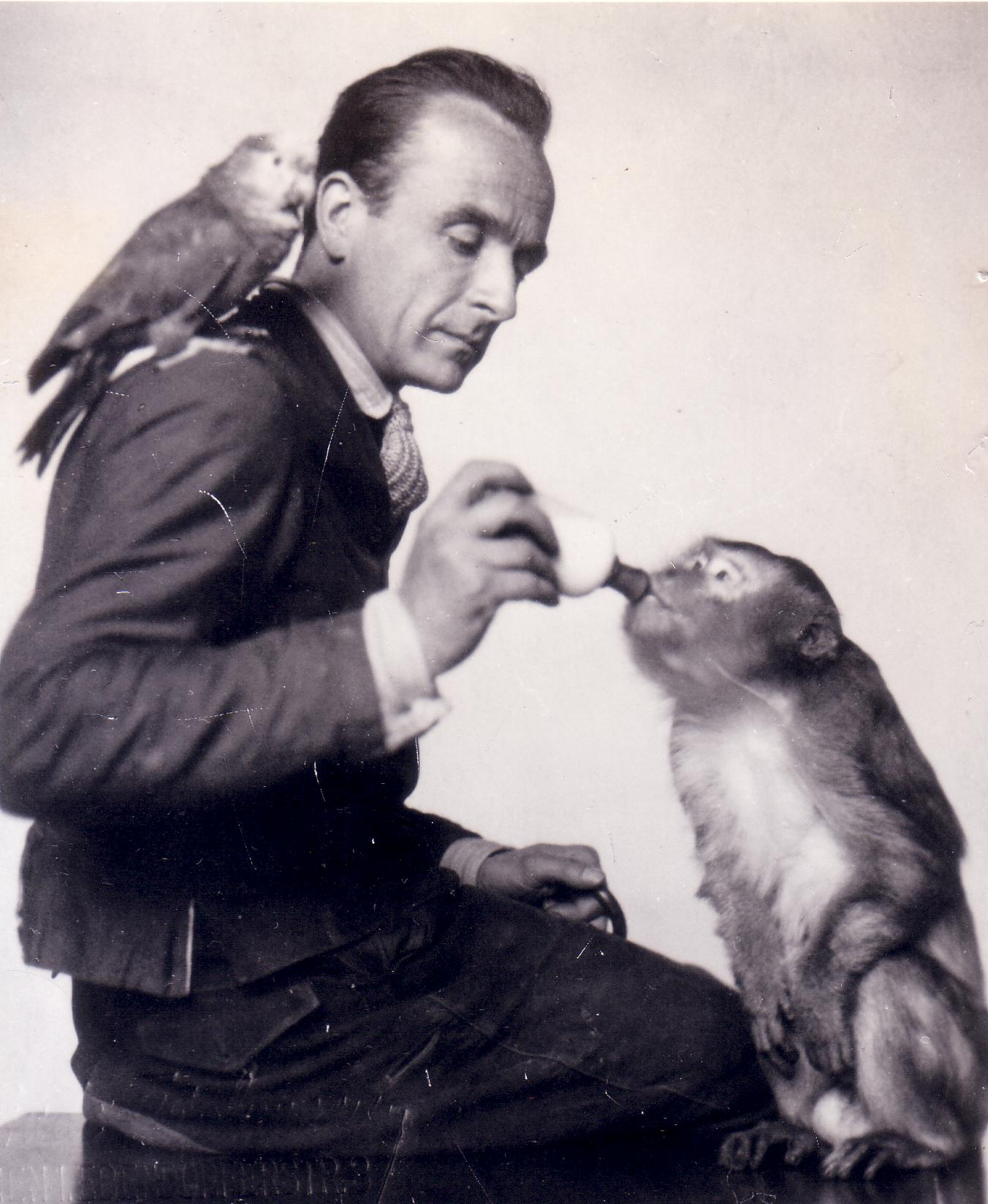
Max Thun-Hohenstein, v letech 1920–1933 manžel Sidonie Nádherné.

Sidonie se rozhodla provdat se za Maxe Thuna (Maxmilián Maria Mořic hrabě Thun-Hohenstein, 1887–1935), syna bývalého císařského nejvyššího lovčího Maxmiliána Teodora z Thun-Hohensteinu. Přátelé ji od toho zrazovali, protože hrabě Thun byl známý svým výstředním chováním. Ke svatbě došlo tajně 12. dubna 1920 v klášteře Heiligenkreutz. Již po půl roce ale manželství ztroskotalo, když Sidonie 20. prosince 1920 manžela opustila. K rozvodu však došlo až 15. září 1933. Max Thun byl později hospitalizován v ústavu pro choromyslné ve Vídni, kde 12. dubna 1935 zemřel.

### Janovice po první světové válce

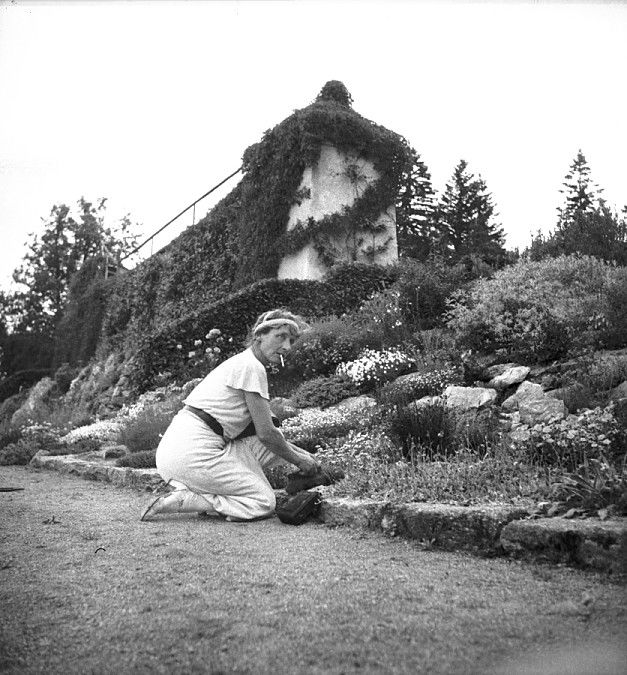
Sidonie Nádherná pleje alpinum, léto 1935

Vlivem pozemkové reformy přišlo Janovické panství o 360 hektarů orné půdy a dva dvory. Tím se dostalo na výměru před rokem 1910 a také na hranici rentability. Sidoniny zahraniční cesty byly nyní možné pouze, pokud je spolufinancoval Karl Kraus. Karel Nádherný začal studovat agronomii na Českém vysokém učení technickém v Praze, aby dokázal lépe hospodařit. Karel a Sidonie se také intenzivně věnovali zkrášlování zámeckého parku. Pozvali proto v roce 1922 do Janovic zahradního architekta a dendrologa Camilla Karla Schneidera, který se pak až do jara 1932 podílel na koncepci a úpravách parku. Zřídil v něm v roce 1927 také rodinný hřbitov, kam byly přeneseny ostatky rodičů a bratra Jana, původně pohřbených v Chotovinách. Sourozenci rovněž provedli inventarizaci zámeckého vybavení. Během této práce se opět sblížili. Karel ale 18. září 1931 zemřel na embolii po operaci slepého střeva.
Sidonie se po bratrově smrti stala správkyní statků. Aby udržela v provozu zámek, prodala ve třicátých letech některá umělecká díla a rodinné šperky. Zemědělské dvory obhospodařoval nájemce Artur Pešek (syn Emanuela Peška). Se zbývajícím hospodářstvím – lesy a rybníky – jí pomáhal Max Lobkowicz. Jak svědčí dobová fotografie, zámek byl tehdy zanedbaný.

### Druhá světová válka
Již záhy po okupaci byl v srpnu 1939 na Úřadu říšského protektora předložen návrh na zřízení výcvikového prostoru zbraní SS Čechy. Celá rodina nájemce statků Artura Peška byla v březnu 1942 odvlečena do Osvětimi, kde většina jejích členů zahynula. Obec Vrchotovy Janovice ležela v jižní části plánovaného prostoru a měla být vyklizena v poslední, páté etapě. Sidonie Nádherná se snažila tomuto aktu zabránit všemožnými, často naivními cestami. Poukazovala především na památkovou hodnotu zámku. V tom jí pomáhal úředník památkového úřadu Václav Wagner, se kterým se sblížila. Dne 3. července 1943 bylo ale vyhlášeno vyklizení Janovic. Sidonii Nádherné bylo nicméně dovoleno odvézt si vybavení zámku. Na jaře 1944 se odstěhovala do pronajaté místnosti na statku ve Voračicích. Mobiliář zámku byl uskladněn v nedaleké stodole. Zámek byl předán vysidlovací kanceláři 28. března 1944. V obci byla zřízena opravna tanků a pobočka koncentračního tábora Flossenbürg. Konec druhé světové války se ale nezadržitelně blížil a v noci z 8. na 9. května uprchli z Janovic poslední příslušníci SS.
V průběhu války si Sidonie změnila příjmení z „Nadherny“ na „Nádherná“ a snažila se zdokonalit v češtině.

### Po druhé světové válce

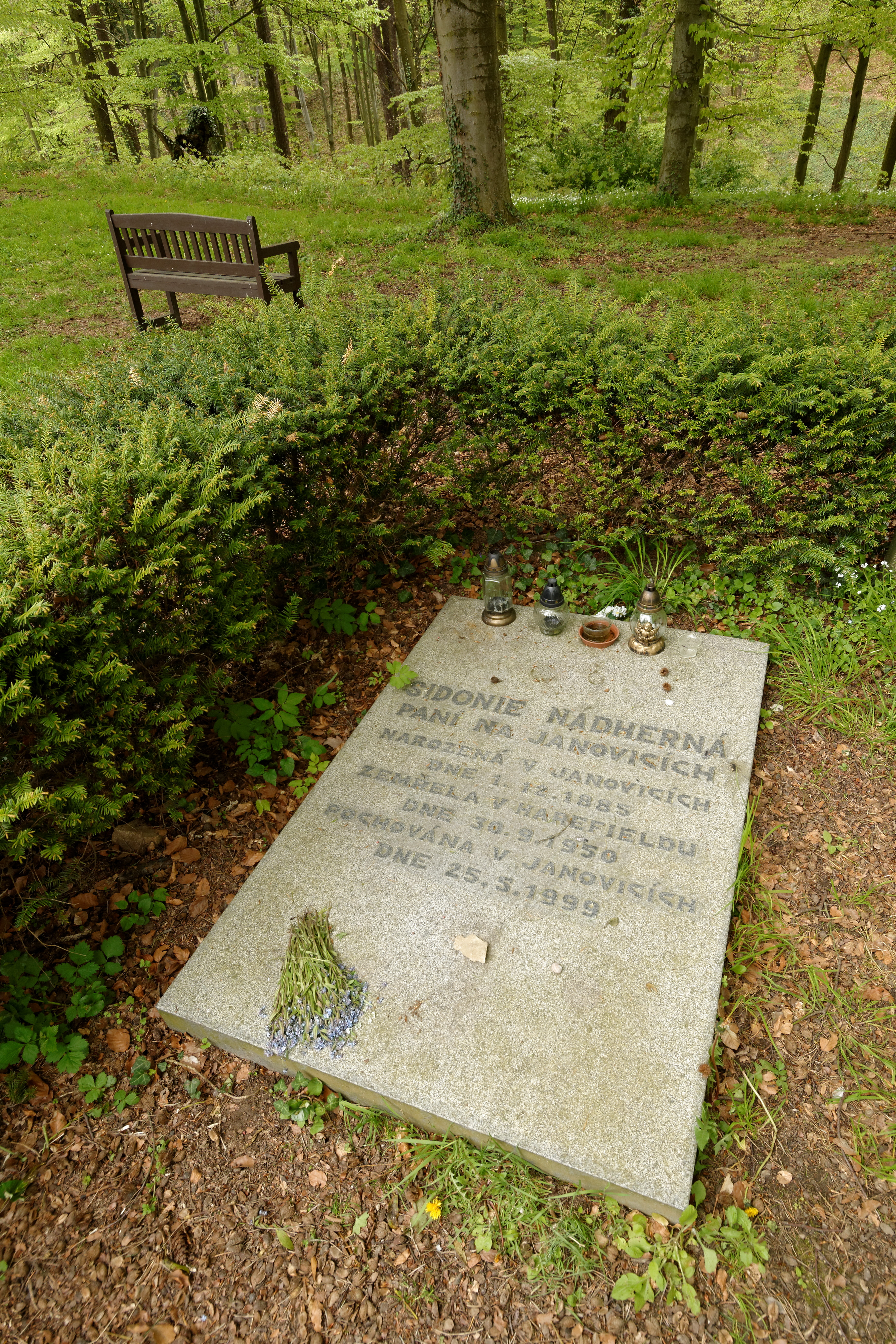
Náhrobek Sidonie Nádherné v zámeckém parku ve Vrchotových Janovicích

Osvobození nepřineslo obrat k lepšímu. Zámek a park byly drancovány místním obyvatelstvem i sovětskými vojáky. Místní těžce nesli, že zámek zůstal poměrně zachován, zatímco jejich domy a majetky byly poničeny. Ke konfliktní atmosféře přispěla i skutečnost, že rodina Nádherných mluvila německy. V létě 1945 vystřídala sovětskou armádu v zámku armáda československá, která zde setrvala až do listopadu 1946.
Po odchodu armády se Sidonie nastěhovala do bývalé prádelny v parku a pustila se energicky do obnovy zámku i parku. Žila osaměle, věnovala se svým králíkům a psům, kterým zřídila v parku také hřbitov.
Na podzim 1947 dostala knihu anglických překladů básní Karla Krause s názvem Ventures in Verse. Kontaktovala autora překladů, amerického malíře Alberta Blocha, který dříve patřil ke skupině Der Blaue Reiter. Vyvinula se z toho intenzivní korespondence. Zatímco přes den se Sidonie věnovala péči o park a zámek, večery trávila opisováním a komentováním Krausovy korespondence pro Blocha.
Začátkem roku 1948 jí byly zabaveny pozemky statku nad 50 hektarů. Z výtěžků okleštěného hospodářství ale nebylo možné financovat provoz zámku a parku. Současně byla na Sidonii Nádhernou podána žaloba pro „aktivní podporu okupační moci“. Toto obvinění bylo v září 1948 zastaveno, když se svědecky dokázalo, že obvinění bylo lživé.
V prosinci 1948 darovala sbírky a mobiliář zámku muzeu v Pacově. Současně plánovala útěk z komunistického Československa, pomocníkem jí byl opět Max Lobkowicz. Svá zavazadla s nejcennějšími věcmi odeslala pomocí diplomatů do zahraničí a sama překročila ilegálně hranice dne 10. září 1949. Část jejích zavazadel zůstala na půdě velvyslanectví Nizozemska až do roku 1996, kdy je převzalo Národní muzeum. Mezi těmito předměty byla její příruční knihovna, nádobí, prádlo a portrét od Maxe Švabinského z roku 1909.
První útočiště našla u Lobkowiczovy sestry, hraběnky Schall-Riaucour na hradu Wernberg. Přes Bonn odcestovala do Londýna. Aby získala prostředky na živobytí, prodala svou korespondenci s Rilkem za 450 liber. V květnu 1950 jí byla diagnostikována rakovina plic. Celoživotní silná kuřačka podlehla této nemoci 30. září 1950 o půl čtvrté odpoledne v Londýně. Pohřbena byla na hřbitově u kostela Panny Marie v Denhamu (St. Mary the Virgin Churchyard).
Dne 25. května 1999 byly její ostatky přeneseny z Anglie na rodinný hřbitov v zámeckém parku ve Vrchotových Janovicích, kde byli pohřbeni i její rodiče a bratři. Původní hrob i s náhrobní deskou ovšem na přání denhamského hrobníka zůstal v Anglii.

## Návštěvníci Janovického zámku
- Blanca Deymová
- Mary Dobřenská
- František Kordač
- Karel Kašpar
- Karl Kraus
- Mechtilde Lichnovská[67]
- Max Lobkowicz a Gillian Lobkowiczová
- Adolf Loos
- Niny Lumbeová-Mladotová
- Dora Pejačević
- Antonín Podlaha
- Rainer Maria Rilke
- Max Švabinský
- Václav Wagner
- Zdeněk Wirth

## Spisy
- 1934 Kronika Vrchotových Janovic (Die Janovicer Burg, staroslavné sídlo pánů z Janovic — mein Heimatsort) rukopis, původně považován za ztracený, byl nalezen v dědictví po Maxu Lobkowiczovi a vydán Friedrichem Pfäffinem. přeložila: Alena Bláhová, Praha: Dauphin : Arbor vitae, 1998, ISBN 80-86019-98-5
- 1936 Vysvětlení básní (50) Karla Krause, pokud byly věnovány mně, tzn. nám a naší lásce a našemu přátelství, které trvalo až do jeho smrti 2. června 1936, (Modrý sešit.)

## Korespondence
- Rainer Maria Rilke[25]
- Karl Kraus[68]; je dochováno 442 dopisů, 458 telegramů a 164 dopisnic a pohlednic[69]
- Václav Wagner
- Albert Bloch[70][71]
- Gillian Lobkowicz[72]
- MRÁZKOVÁ, Iva. Dopisy Sidonie Nádherné nadlesnímu Jaroslavu Žákovi a jeho rodině. Souvislosti. 2011, čís. 4. Dostupné online.
- MRÁZKOVÁ, Iva. Nevolná identita Sidonie Nádherné. Souvislosti. 2008, čís. 4.

## Obraz v umění
- 1910 – Max Švabinský: Portrét baronesy S. N. 1910; vedle tohoto obrazu vytvořil Švabinský v letech 1908 až 1913 několik jejích kreseb a perokreseb.
- 1912 – Max Švabinský: Sidonie Nádherná, barevná litografie.
- 1913 – Clara Rilke-Westhoff: busta S. N., 44 cm,[73] vznikla během setkání s manželi Rilkovými v Paříži[74]
- 1953 – Mechtilde Lichnowsky: povídka Der Zeichner (Kreslíř) ve sbírce Zum Schauen bestellt, Bechtle : Esslingen, 1953[75]
- 2013 – Marta Skarlandtová, Karel Štolba: Touha jménem Einodis, muzikál, Praha, Letní scéna Divadla Ungelt, Sidonii Nádhernou hrají: Aneta Langerová a Marta Kubišová, režie: Pavel Ondruch[76]
- 2021 – Tereza Srbová: Sidonie : komiksový román. Praha : Labyrint. Grafický román s ilustracemi Petry Josefíny Stibitzové. ISBN 978-80-88378-09-9[77]